# Эпплтон, Джин
Джин Эпплтон (англ. Jean Appleton; 13 ноября 1911, Эшфилд — 11 июня 2003, Bowral) — австралийская художница и преподаватель. Автор одних из первых австралийских картин, выполненных в стиле кубизма.

## Биография
Джин Эпплтон родилась в семье Чарльза и Элизабет Эпплтон, став их вторым ребёнком, после рождения сына Фредерика. Агнес Блэквуд, приходившаяся Джин двоюродной бабушкой, пробудила у неё тягу к изобразительному искусству. Имея отличные оценки по рисованию и не очень хорошие по точным наукам, Эпплтон поступила в Технический колледж Восточного Сиднея в 1928 году. После окончания учёбы ей довелось посетить выставку постимпрессионистских гравюр, что пробудило в ней желание переехать в Европу, на котором немедленно поставил крест её отец, не поддерживавший её художественные стремления. Осуществить свою мечту Эпплтон удалось только после смерти отца в 1935 году.
По прибытии в Лондон она поступила в Вестминстерскую художественную школу, где посещала как дневные, так и вечерние занятия под руководством Марка Гертлера и Бернарда Менинского. Здесь в 1937 году Эпплтон нарисовала одни из первых австралийских картин, выполненных в стиле кубизма. Через год она была привлечена к созданию декораций для Выставки Британской Империи в Глазго. Перед началом Второй мировой войны Эпплтон посетила экспозицию Поля Сезанна в Париже и ряд выставок в Италии, после чего вернулась в Австралию. На исторической родине Эпплтон начала преподавать в женской гимназии Англиканской церкви в Канберре, одновременно проведя свою первую персональную выставку в одной из галерей Маккуори.
За свои работы Эпплтон была удостоена ряда наград, в том числе она стала первым лауреатом Премии Портии Гич, лауреатом художественной премии Рокдейла, премии Д'Арси Морриса и художественной премии Батхёрста.